# Lista de jogos e gols de Gabriel Jesus pela Seleção Brasileira de Futebol
Esta é uma lista dos jogos e gols de Gabriel Jesus pela Seleção Brasileira, desde as categorias de base, passando pela Seleção olímpica, bem como pela Seleção principal.

## Sub-20
| No. | Data                | Local                             | Resultado | Adversário | Gol(s) | Assist. | Competição                   |
| --- | ------------------- | --------------------------------- | --------- | ---------- | ------ | ------- | ---------------------------- |
| 1   | 13 de abril de 2015 | Salzburg                          | 3–0       | Catar      | 1      | 0       | Amistoso                     |
| 2   | 16 de abril de 2015 | Pasching                          | 0–1       | Honduras   | 0      | 0       | Amistoso                     |
| 3   | 24 de maio de 2015  | Jubilee Oval, Sydney              | 1–0       | Portugal   | 0      | 0       | Amistoso                     |
| 4   | 27 de maio de 2015  | Wollongong Showground, Wollongong | 1–0       | Austrália  | 0      | 0       | Amistoso                     |
| 5   | 31 de maio de 2015  | Estádio Yarrow, New Plymouth      | 4–2       | Nigéria    | 1      | 1       | Copa do Mundo Sub-20 de 2015 |
| 6   | 4 de junho de 2015  | Estádio Yarrow, New Plymouth      | 2–1       | Hungria    | 0      | 1       | Copa do Mundo Sub-20 de 2015 |
| 7   | 11 de junho de 2015 | Estádio Yarrow, New Plymouth      | 0–0       | Uruguai    | 0      | 0       | Copa do Mundo Sub-20 de 2015 |
| 8   | 13 de junho de 2015 | Waikato Stadium, Hamilton         | 0–0       | Portugal   | 0      | 0       | Copa do Mundo Sub-20 de 2015 |
| 9   | 17 de junho de 2015 | Waikato Stadium, Hamilton         | 5–0       | Senegal    | 0      | 1       | Copa do Mundo Sub-20 de 2015 |
| 10  | 20 de junho de 2015 | North Harbour Stadium, Auckland   | 1–2       | Sérvia     | 0      | 0       | Copa do Mundo Sub-20 de 2015 |

### Total
| Jogos | Gols | Assist. |
| ----- | ---- | ------- |
| 10    | 2    | 3       |

## Sub-23
| No. | Data                   | Local                             | Resultado | Adversário           | Gol(s) | Competição           |
| --- | ---------------------- | --------------------------------- | --------- | -------------------- | ------ | -------------------- |
| 1   | 9 de outubro de 2015   | Arena da Amazônia, Manaus         | 6–0       | República Dominicana | 1      | Amistoso             |
| 2   | 12 de outubro de 2015  | Arena da Amazônia, Manaus         | 5–1       | Haiti                | 1      | Amistoso             |
| 3   | 11 de novembro de 2015 | Arena Pernambuco, Recife          | 2–1       | Estados Unidos       | 0      | Amistoso             |
| 4   | 15 de novembro de 2015 | Mangueirão, Belém                 | 5–1       | Estados Unidos       | 0      | Amistoso             |
| 5   | 24 de março de 2016    | Estádio Kléber Andrade, Cariacica | 0–1       | Nigéria              | 0      | Amistoso             |
| 6   | 27 de março de 2016    | Estádio Rei Pelé, Maceió          | 3–1       | África do Sul        | 0      | Amistoso             |
| 7   | 30 de julho de 2016    | Estádio Serra Dourada, Goiânia    | 2–0       | Japão                | 0      | Amistoso             |
| 8   | 4 de agosto de 2016    | Estádio Olímpico, Brasília        | 0–0       | África do Sul        | 0      | Jogos Olímpicos 2016 |
| 9   | 7 de agosto de 2016    | Estádio Olímpico, Brasília        | 0–0       | Iraque               | 0      | Jogos Olímpicos 2016 |
| 10  | 10 de agosto de 2016   | Arena Fonte Nova, Salvador        | 4–0       | Dinamarca            | 1      | Jogos Olímpicos 2016 |
| 11  | 13 de agosto de 2016   | Arena Corinthians, São Paulo      | 2–0       | Colômbia             | 0      | Jogos Olímpicos 2016 |
| 12  | 17 de agosto de 2016   | Maracanã, Rio de Janeiro          | 6–0       | Honduras             | 2      | Jogos Olímpicos 2016 |
| 13  | 20 de agosto de 2016   | Maracanã, Rio de Janeiro          | 1–1 (5–4) | Alemanha             | 0      | Jogos Olímpicos 2016 |

### Total
| Jogos | Gols | Assist. |
| ----- | ---- | ------- |
| 13    | 5    | ?       |

## Seleção principal
| No. | Data                   | Local                                                | Resultado   | Adversário     | Gol(s) | Assist. | Competição               |
| --- | ---------------------- | ---------------------------------------------------- | ----------- | -------------- | ------ | ------- | ------------------------ |
| 1   | 1 de setembro de 2016  | Estádio Olímpico Atahualpa, Quito                    | 3–0         | Equador        | 2      | 1       | Elim. Copa do Mundo 2018 |
| 2   | 6 de setembro de 2016  | Arena Amazônia, Manaus                               | 2–1         | Colômbia       | 0      | 0       | Elim. Copa do Mundo 2018 |
| 3   | 7 de outubro de 2016   | Arena das Dunas, Natal                               | 5–0         | Bolívia        | 1      | 1       | Elim. Copa do Mundo 2018 |
| 4   | 11 de outubro de 2016  | Estádio Metropolitano de Mérida, Mérida              | 2–0         | Venezuela      | 1      | 0       | Elim. Copa do Mundo 2018 |
| 5   | 10 de novembro de 2016 | Mineirão, Belo Horizonte                             | 3–0         | Argentina      | 0      | 1       | Elim. Copa do Mundo 2018 |
| 6   | 16 de novembro de 2016 | Estádio Nacional, Lima                               | 2–0         | Peru           | 1      | 1       | Elim. Copa do Mundo 2018 |
| 7   | 9 de junho de 2017     | Melbourne Cricket Ground, Melbourne                  | 0–1         | Argentina      | 0      | 0       | Amistoso                 |
| 8   | 31 de agosto de 2017   | Arena do Grêmio, Porto Alegre                        | 2–0         | Equador        | 0      | 1       | Elim. Copa do Mundo 2018 |
| 9   | 5 de setembro de 2017  | Estádio Metropolitano Roberto Meléndez, Barranquilla | 1–1         | Colômbia       | 0      | 0       | Elim. Copa do Mundo 2018 |
| 10  | 5 de outubro de 2017   | Estádio Hernando Siles, La Paz                       | 0–0         | Bolívia        | 0      | 0       | Elim. Copa do Mundo 2018 |
| 11  | 10 de outubro de 2017  | Allianz Parque, São Paulo                            | 3–0         | Chile          | 2      | 0       | Elim. Copa do Mundo 2018 |
| 12  | 10 de novembro de 2017 | Stade Pierre-Mauroy, Villeneuve-d'Ascq               | 3–1         | Japão          | 1      | 0       | Amistoso                 |
| 13  | 14 de novembro de 2017 | Estádio de Wembley, Londres                          | 0–0         | Inglaterra     | 0      | 0       | Amistoso                 |
| 14  | 23 de março de 2018    | Estádio Lujniki, Moscou                              | 3–0         | Rússia         | 0      | 0       | Amistoso                 |
| 15  | 27 de março de 2018    | Estádio Olímpico de Berlim, Berlim                   | 1–0         | Alemanha       | 1      | 0       | Amistoso                 |
| 16  | 3 de junho de 2018     | Anfield, Liverpool                                   | 2–0         | Croácia        | 0      | 0       | Amistoso                 |
| 17  | 10 de junho de 2018    | Ernst-Happel-Stadion, Viena                          | 3–0         | Áustria        | 1      | 0       | Amistoso                 |
| 18  | 17 de junho de 2018    | Arena Rostov, Rostov do Don                          | 1–1         | Suíça          | 0      | 0       | Copa do Mundo            |
| 19  | 22 de junho de 2018    | Estádio Krestovsky, São Petersburgo                  | 2–0         | Costa Rica     | 0      | 1       | Copa do Mundo            |
| 20  | 27 de junho de 2018    | Arena Otkrytie, Moscou                               | 2–0         | Sérvia         | 0      | 0       | Copa do Mundo            |
| 21  | 2 de julho de 2018     | Estádio de Samara, Samara                            | 2–0         | México         | 0      | 0       | Copa do Mundo            |
| 22  | 6 de julho de 2018     | Arena Kazan, Kazan                                   | 1–2         | Bélgica        | 0      | 0       | Copa do Mundo            |
| 23  | 12 de outubro de 2018  | Estádio Internacional Rei Fahd, Riade                | 2–0         | Arábia Saudita | 1      | 0       | Amistoso                 |
| 24  | 16 de outubro de 2018  | Cidade dos Esportes Rei Abdullah, Jidá               | 1–0         | Argentina      | 0      | 0       | Amistoso                 |
| 25  | 20 de novembro de 2018 | Stadium MK, Milton Keynes                            | 1–0         | Camarões       | 0      | 0       | Amistoso                 |
| 26  | 23 de março de 2019    | Estádio do Dragão, Porto                             | 1–1         | Panamá         | 0      | 0       | Amistoso                 |
| 27  | 26 de março de 2019    | Eden Arena, Praga                                    | 3–1         | Tchéquia       | 2      | 0       | Amistoso                 |
| 28  | 5 de junho de 2019     | Estádio Mané Garrincha, Brasília                     | 2–0         | Catar          | 1      | 0       | Amistoso                 |
| 29  | 9 de junho de 2019     | Estádio Beira-Rio, Porto Alegre                      | 7–0         | Honduras       | 2      | 0       | Amistoso                 |
| 30  | 14 de junho de 2019    | Estádio do Morumbi, São Paulo                        | 3–0         | Bolívia        | 0      | 0       | Copa América de 2019     |
| 31  | 18 de junho de 2019    | Arena Fonte Nova, Salvador                           | 0–0         | Venezuela      | 0      | 0       | Copa América de 2019     |
| 32  | 22 de junho de 2019    | Arena Corinthians, São Paulo                         | 5–0         | Peru           | 0      | 0       | Copa América de 2019     |
| 33  | 27 de junho de 2019    | Arena do Grêmio, Porto Alegre                        | 0 (4)–(3) 0 | Paraguai       | 0      | 0       | Copa América de 2019     |
| 34  | 2 de julho de 2019     | Mineirão, Belo Horizonte                             | 2–0         | Argentina      | 1      | 1       | Copa América de 2019     |
| 35  | 7 de julho de 2019     | Maracanã, Rio de Janeiro                             | 3–1         | Peru           | 1      | 1       | Copa América de 2019     |
| 36  | 10 de outubro de 2019  | Estádio Nacional de Singapura, Kallang               | 1–1         | Senegal        | 0      | 1       | Amistoso                 |
| 37  | 13 de outubro de 2019  | Estádio Nacional de Singapura, Kallang               | 1–1         | Nigéria        | 0      | 0       | Amistoso                 |
| 38  | 15 de novembro de 2019 | Estádio Internacional Rei Fahd, Riade                | 0–1         | Argentina      | 0      | 0       | Amistoso                 |
| 39  | 19 de novembro de 2019 | Estádio Mohammed Bin Zayed, Abu Dhabi                | 3–0         | Coreia do Sul  | 0      | 0       | Amistoso                 |
| 40  | 13 de novembro de 2020 | Estádio do Morumbi, São Paulo                        | 1–0         | Venezuela      | 0      | 0       | Elim. Copa do Mundo 2022 |
| 41  | 17 de novembro de 2020 | Estádio Centenario, Montevidéu                       | 2–0         | Uruguai        | 0      | 1       | Elim. Copa do Mundo 2022 |
| 42  | 4 de junho de 2021     | Estádio Beira-Rio, Porto Alegre                      | 2–0         | Equador        | 0      | 0       | Elim. Copa do Mundo 2022 |
| 43  | 8 de junho de 2021     | Estádio Defensores del Chaco, Assunção               | 2–0         | Paraguai       | 0      | 1       | Elim. Copa do Mundo 2022 |

### Total
| Jogos | Gols | Assist. |
| ----- | ---- | ------- |
| 43    | 18   | 11      |

## Total Geral
| Jogos | Gols | Assist. |
| ----- | ---- | ------- |
| 66    | 25   | 14      |